# Да Луж
Стадіон «Луж» або «Ештадіу да Луж» (порт. Estádio da Luz), офіційно Стадіон «Бенфіки» (порт. Estádio do Sport Lisboa e Benfica) — футбольний стадіон у Португалії, в місті Лісабон, парафії Сан-Домінгуш-де-Бенфіка. Найбільший стадіон країни. Розрахований на 64 642 глядачі. Домашній стадіон «Бенфіки».
Оновлений стадіон відкрито 25 жовтня 2003 року (товариська гра між командами «Бенфіка» та «Насьйональ» з Уругваю). Він збудований австралійською компанією HOK Sport Venue Event на місці зведеного у 1954 і демонтованого у 2002 році однойменного стадіону, який у певний час вміщував до 120 000 глядачів.
Стадіон розташований поблизу станцій Лісабонського метрополітену «Колежіу-Мілітар/Луж» та «Алту-душ-Моіньюш».

## Історія
У 1992 році приймав фінал Кубку володарів кубків УЄФА, у якому німецька команда «Вердер» святкувала перемогу над «Монако» з рахунком 2:0.
Під час Чемпіонату Європи з футболу 2004 стадіон приймав п'ять матчів за участі збірних команд Франції, Англії, Росії, Португалії, Хорватії та Греції. Саме стадіон «Луж» став ареною фінального матчу між збірними командами Греції та Португалії, в якому греки вибороли «золото» чемпіонату.
| Дата      | Матч                | Рахунок   | Раунд          |
| --------- | ------------------- | --------- | -------------- |
| 13 червня | Франція — Англія    | 2:1       | Матч групи «B» |
| 16 червня | Росія — Португалія  | 0:2       | Матч групи «A» |
| 21 червня | Хорватія — Англія   | 2:4       | Матч групи «B» |
| 24 червня | Португалія — Англія | 1:1 (6:5) | Чвертьфінал    |
| 4 липня   | Португалія — Греція | 0:1       | Фінал          |

## Матчі за участі українських команд
3 жовтня 2007 року у рамках 2-го туру групового турніру Ліги чемпіонів УЄФА на стадіоні проти місцевої «Бенфіки» грав донецький «Шахтар». Гра закінчилась перемогою українського клубу з рахунком 1:0 (Жадсон, 42 хвилина).
18 грудня 2008 року у рамках 5-го туру групового турніру Кубка УЄФА відбулася гра між «Бенфікою» та харківським «Металістом». Гра завершилась перемогою харківських футболістів з мінімальним рахунком — на 84-й хвилині відзначився Олександр Рикун, тим самим підтвердивши вихід українського клубу до 1/16 фіналу Кубка УЄФА 2008—2009.

## Галерея зображень

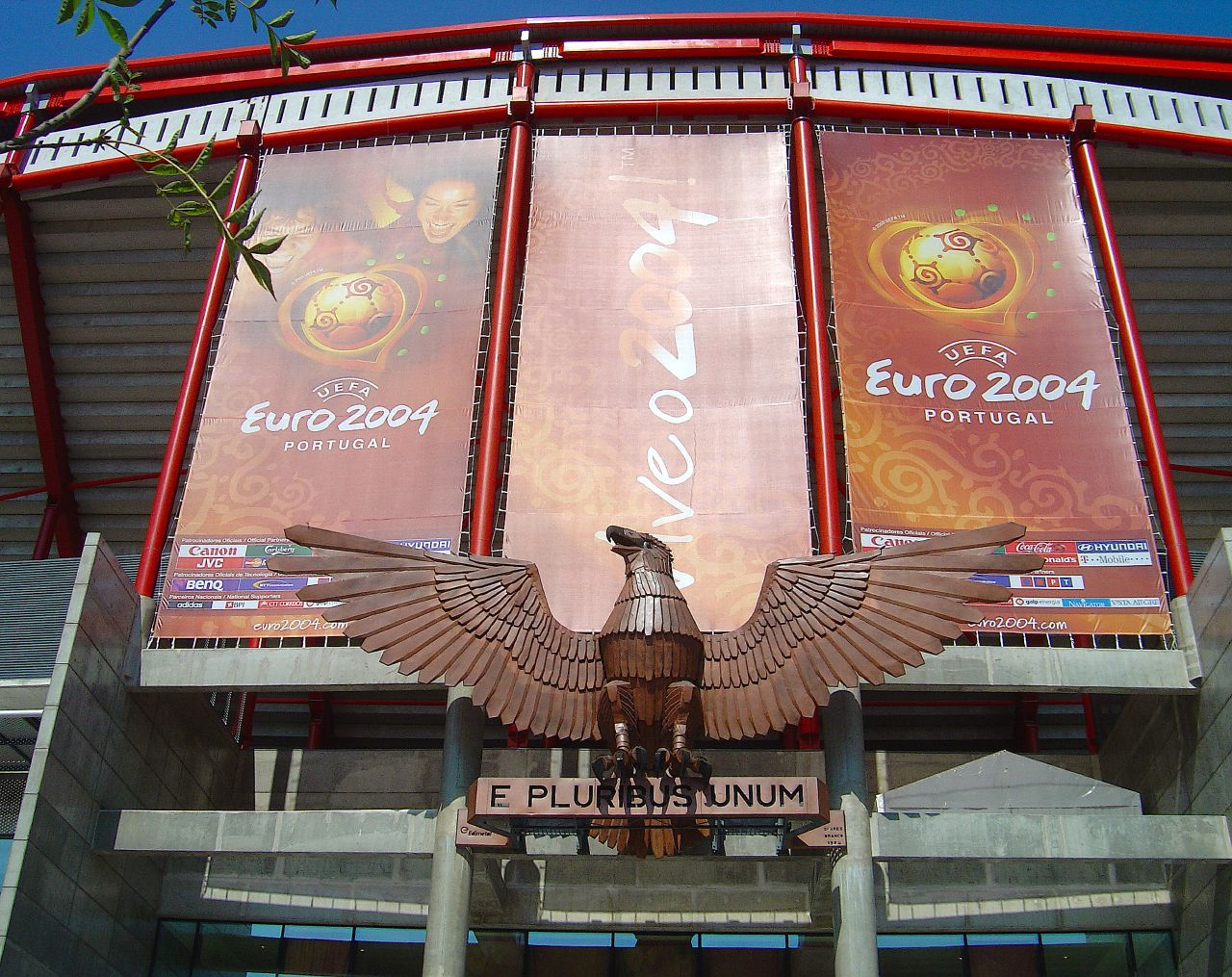
Символ клубу при головному вході
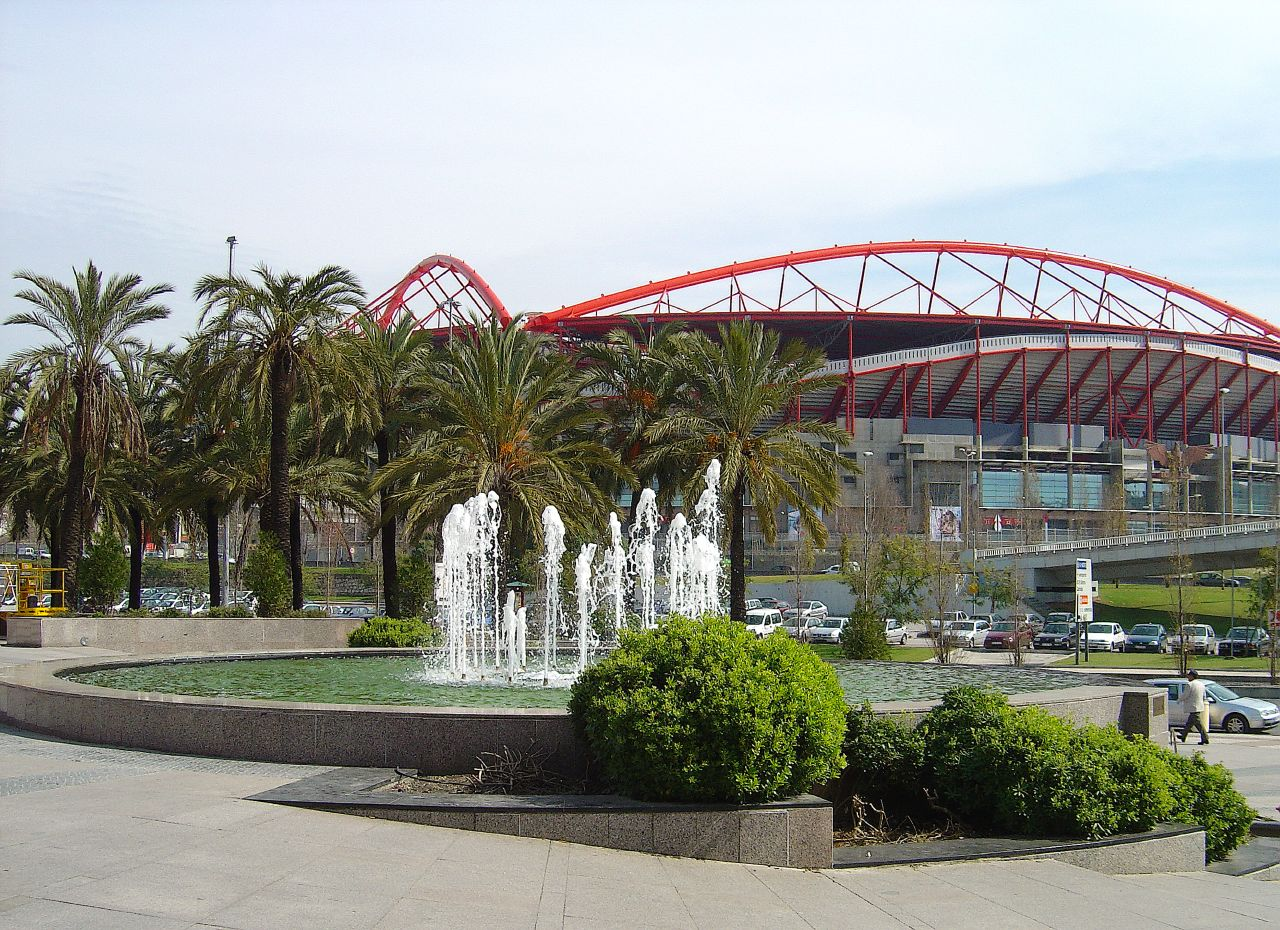
Зовнішній вигляд стадіону
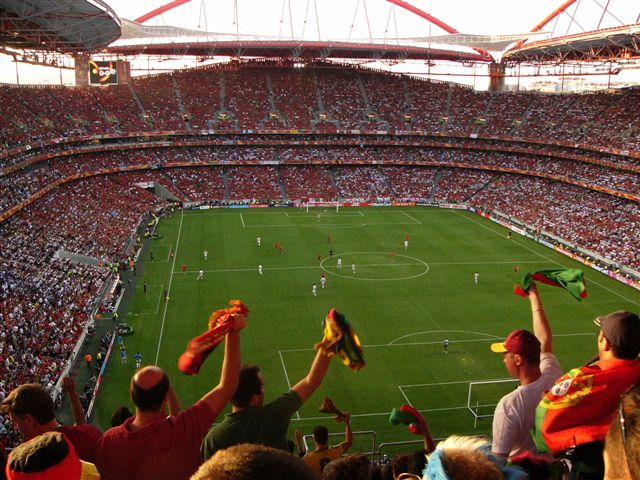
Фінал Євро-2004
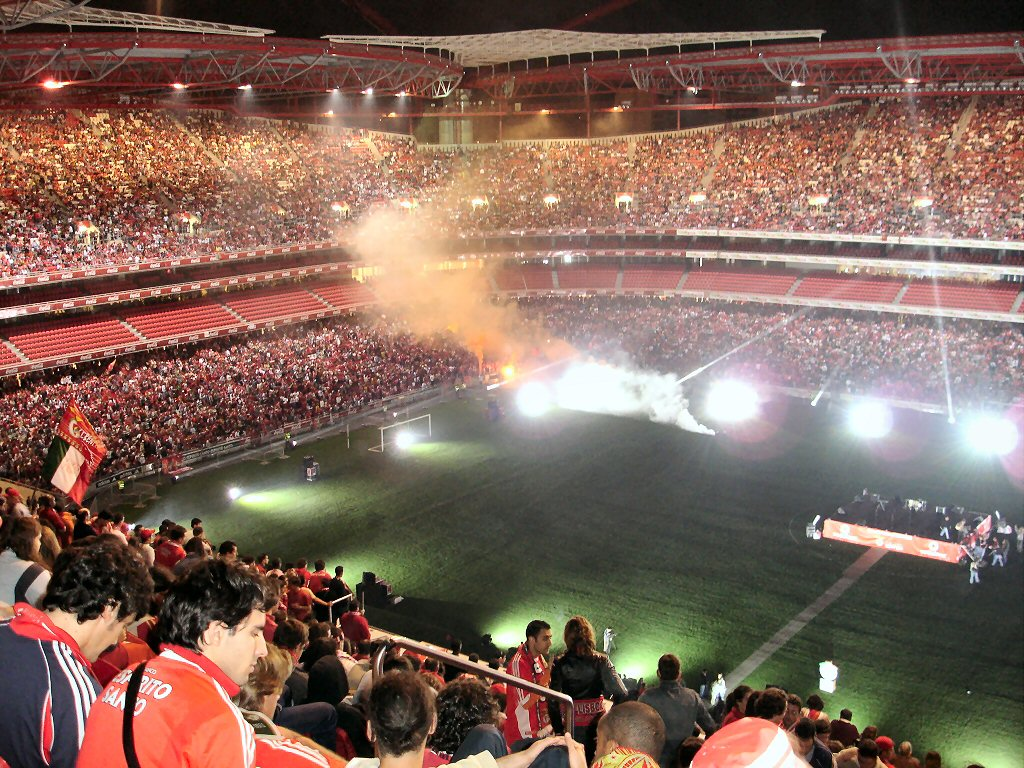
Повністю заповнений стадіон червоних
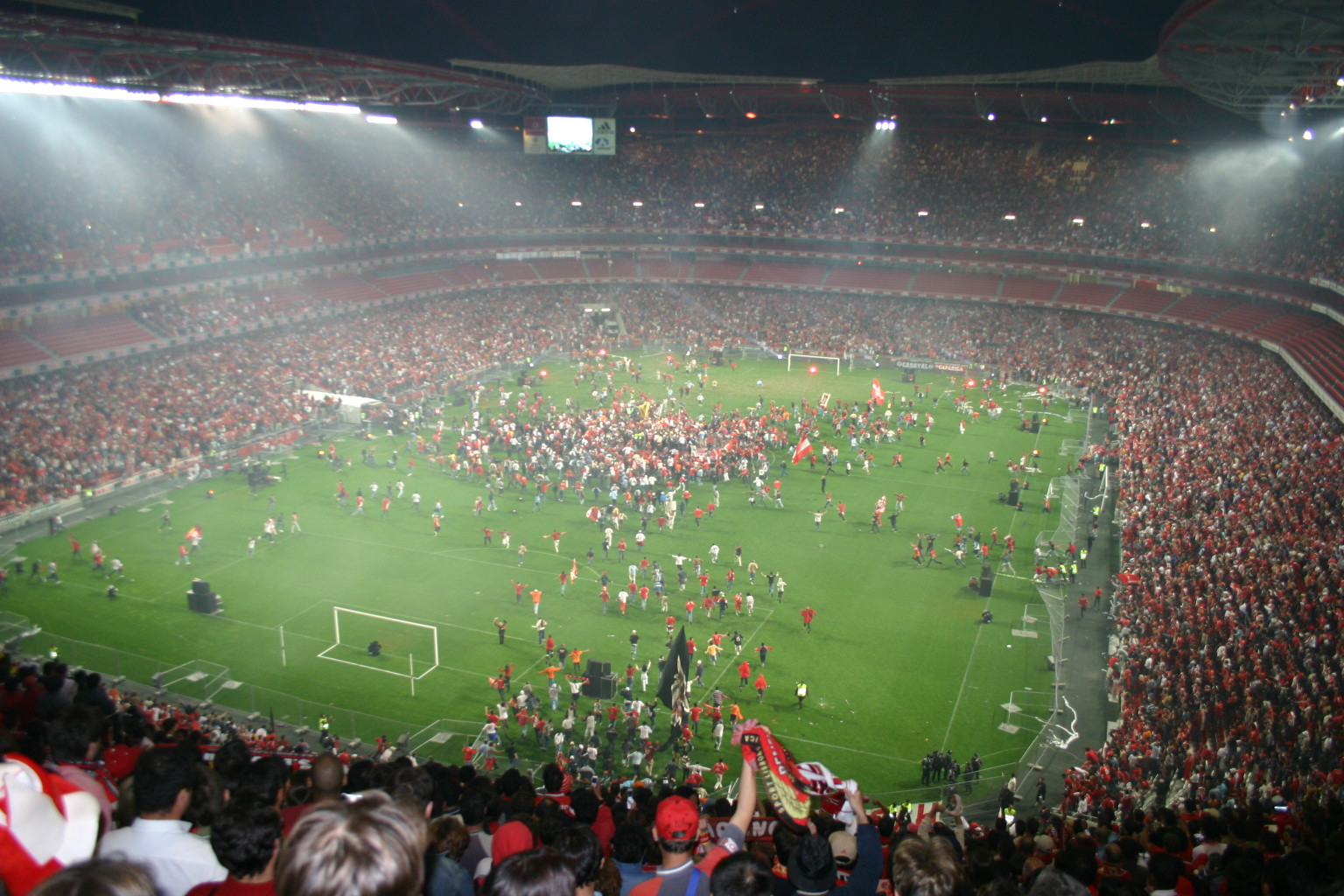
Святкування перемоги «Бенфіки» у національному чемпіонаті